# Anisothecium skottsbergii
Anisothecium skottsbergii là một loài Rêu trong họ Dicranaceae. Loài này được (Cardot & Broth.) Broth. mô tả khoa học đầu tiên năm 1924.